# Mónica Martins Nunes
Mónica Martins Nunes, née à Lisbonne, est une artiste visuelle, scénariste et réalisatrice portugaise.

## Biographie
Mónica Martins Nunes étude la sculpture à l'université de Lisbonne et les arts visuels à l'université des arts de Berlin.
En 2021, Mónica Martins Nunes réalise le court documentaire Sortes, dans lequel elle construit un portrait touchant de Serra de Serpa, une région aride du sud du Portugal touchée par l'exode rural,.

## Filmographie
- 2017 : Na Cinza Fica Calor (The Ashes Remain Warm), documentaire
- 2021 : Sortes, documentaire

## Récompenses et distinctions
- 2017 : Colombe d'or du meilleur court-métrage documentaire international pour Na Cinza Fica Calor, Festival international du film documentaire et du film d'animation de Leipzig
- 2018 : Meilleur court métrage documentaire Court métrage documentaire pour Na Cinza Fica Calor, The International Film Festival on Environment and People (PELICAM)